# タンブラ州
タンブラ州（タンブラしゅう、英語: Tambura State）またはトゥンブラ、タンボラ（Tumbura, Tambora）は南スーダンにかつて存在した州のひとつ。エクアトリア地方に所属している。州都は同名のタンブラ。
2017年1月14日にグブドゥウェ州より分離、2020年に廃止。面積は約2.2万km2、人口約8.5万人（2017年推定）と比較的小さい。州知事は前グブドゥウェ州知事（2015 -2017）でもあったパトリック・ラファエル。

## 下位区分
2郡より構成される。
| 郡         | 英語名  | 面積 （km2） | 人口 （2008年国勢調査） | 人口 （2017年推定） |
| ---------- | ------- | ------------ | ----------------------- | ------------------- |
| ナゲロ郡   | Nagero  | 9,268.06     | 10,077                  | 12,852              |
| タンブラ郡 | Tambura | 12,590.89    | 55,365                  | 71,490              |